# Институт оптики атмосферы имени В. Е. Зуева СО РАН
Институт оптики атмосферы имени В. Е. Зуева СО РАН — первый академический институт в Томске. Один из институтов Сибирского Отделения Российской академии Наук. Расположен в томском Академгородке.

## Общие сведения
Основными направлениями научной деятельности института являются актуальные лазерная физика, атмосферная оптика, спектроскопия, физические и химические процессы в атмосфере и на поверхности Земли, распространение оптического излучения в атмосфере, технологии исследования окружающей среды, оптико-электронные системы,
механизмы формирования и изменения климата, в том числе оптически значимые составляющие атмосферы и процессы, определяющие радиационный режим и климат Земли.

## История
Институт основан в 1969 году на основе лаборатории инфракрасного излучения Сибирского физико-технического института. На основе развитых в институте научных направлений были созданы новые институты, такие как Институт сильноточной электроники СО РАН, Институт физики прочности и материаловедения СО РАН, Институт оптического мониторинга СО РАН. 19 декабря 2006 года Президиум РАН принял решение о присвоении Институту оптики атмосферы СО РАН имени академика В. Е. Зуева.

## Директора
- 1969—1997 — Владимир Евсеевич Зуев, академик АН СССР, Герой Социалистического Труда
- 1997-2018 — Матвиенко Геннадий Григорьевич, д.ф.-м.н., заслуженный деятель науки Российской федерации.[6]
- c 2018 по настоящее время - Пташник Игорь Васильевич, д.ф.-м.н.

## Структура
Институт состоит из следующих научных подразделений:
- Научное направление «Радиационные составляющие климата и оптическая диагностика окружающей среды»
  - Лаборатория климатологии атмосферного состава (ЛКАС)[8]
  - Лаборатория дистанционной спектроскопии атмосферы (ЛДСА)[9]
  - Лаборатория оптики аэрозоля (ЛОА)[10]
  - Группа атмосферной акустики (ГАА)[11]
  - Группа оптического зондирования аэрозоля (ГОЗА)[12]
- Научное направление «Распространение оптических волн и дистанционное зондирование»
  - Лаборатория распространения волн (ЛРВ)[13]
  - Лаборатория когерентной и адаптивной оптики (ЛКАО)[14]
  - Лаборатория распространения оптических сигналов (ЛРОС)[15]
  - Лаборатория нелинейных оптических взаимодействий (ЛНОВ)[16]
  - Лаборатория лидарных методов (ЛЛМ)[17]
  - Лаборатория лидарных систем (ЛЛС)[18]
  - Лаборатория оптической локации (ЛОЛ)[19]
  - Группа теории рассеяния оптических волн (ГТРОВ)[20]
- Научное направление «Спектроскопия атмосферы»[21]
  - Лаборатория атмосферной абсорбционной спектроскопии (ЛААС)
  - Лаборатория молекулярной спектроскопии (ЛМС)[22]
  - Лаборатория теоретической спектроскопии (ЛТС)
  - Лаборатория квантовой электроники (ЛКЭ)
  - Группа флуоресцентных методов исследования (ГФМИ)
  - Центры и обсерватории
  - Центр интегрированных информационных систем (ЦИИС)
  - Инновационный центр (ИнноЦентр)
  - Отдел управления обсерваториями (Обсерватории)
- Издательство ИОА
- В институте имеется исследовательский самолет-лаборатория Ту-134 «Оптик», который оснащен средствами дистанционного зондирования (лидарами, спектрофотометрами и т. д.) и предназначен для измерения количества загрязняющих веществ в воздухе и на подстилающей поверхности.[23]

## Дирекция
- Директор — Пташник Игорь Васильевич, доктор физико-математических наук[24].
- Зам. директора по научной работе:
  - Белан Борис Денисович, доктор физико-математических наук
  - Дудоров Вадим Витальевич, доктор физико-математических наук
  - Колосов Валерий Викторович, доктор физико-математических наук
  - Романовский Олег Анатольевич, доктор физико-математических наук
- Ученый секретарь — Тихомирова Ольга Владимировна, кандидат физико-математических наук

## Журналы
С 1988 года институт издаёт научный журнал
- «Оптика атмосферы и океана», ISSN 08695695.[25]

Соучредителем журнала является Сибирское отделение РАН. С 1989 года издаётся английская версия журнала.